# Onthophagus rufobasalis
Onthophagus rufobasalis är en skalbaggsart som beskrevs av Leon Fairmaire 1887. Onthophagus rufobasalis ingår i släktet Onthophagus och familjen bladhorningar. Inga underarter finns listade i Catalogue of Life.